# Amtsgericht Lesum

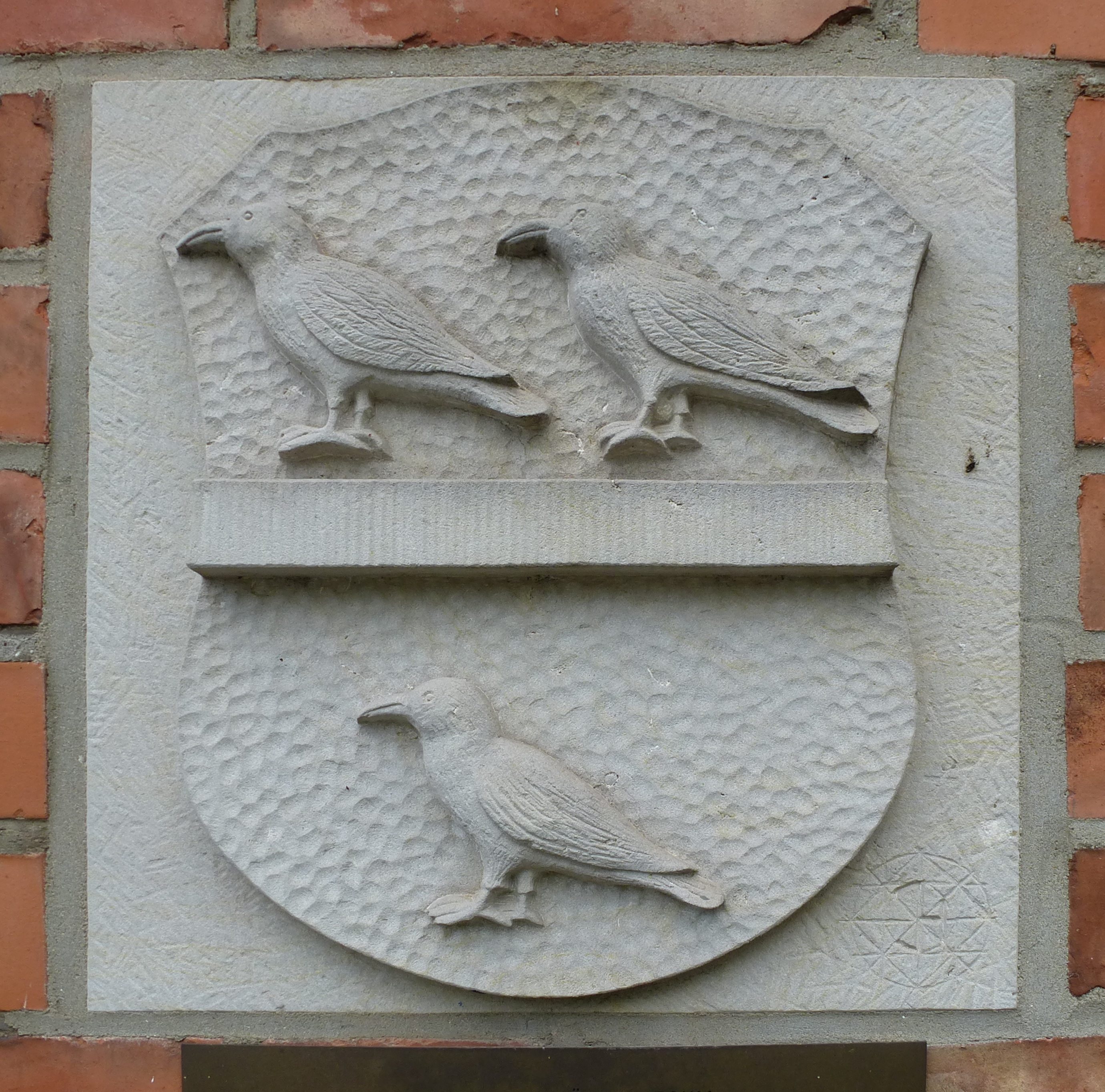
Wappenstein am ehemaligen Gerichtsgebäude, dem Wappen des Patrimonialgerichts der Börde Lesum nachempfunden

Das Amtsgericht Lesum war ein Gericht der ordentlichen Gerichtsbarkeit in Lesum.

## Geschichte
Nach der Revolution von 1848 wurde im Königreich Hannover die Rechtsprechung von der Verwaltung getrennt und die Patrimonialgerichtsbarkeit abgeschafft.
Das Amtsgericht wurde daraufhin mit der Verordnung vom 7. August 1852 die Bildung der Amtsgerichte und unteren Verwaltungsbehörden betreffend als königlich hannoversches Amtsgericht gegründet.
Es umfasste das Amt Lesum.
Das Amtsgericht war dem Obergericht Verden untergeordnet. Es wurde 1859 aufgehoben und sein Gerichtsbezirk dem des Amtsgerichtes Blumenthal zugeordnet. Das Gericht amtierte als „Abtheilung Lesum“ am Ort weiter. Die Gemeinde errichtete 1875 auf der dem Gericht gegenüberliegenden Straßenseite ein Amtsrichter-Wohnhaus.
Infolge der Annexion des Königreichs Hannover durch das Königreich Preußen galt ab 1866 preußisches Recht. Durch die Justizreform wurde 1879 das Amtsgericht Lesum wieder verselbständigt. Der Gerichtsbezirk umfasste die Gemeindebezirke Aumund (ohne Lobbendorf), Borchshöhe, Brundorf, Burgdamm, Eggestedt, Erve, Friedrichsdorf, Grohn, Holthorst, Lesum, Lesumstotel, Leuchtenburg, Löhnhorst, Neuschönebeck, Platjenwerbe, St. Magnus, Schönebeck, Stendorf, Stubben, Voraumund und Wollah.
Durch die Vierte Verordnung über den Neuaufbau des Reichs vom 28. September 1939 wurde zum 1. November 1939 ein großer Teil des Gerichtsbezirks in das Land Bremen eingegliedert. In der Folge wurde durch den Erlass über die Änderung von Gerichtsbezirken vom 9. Oktober 1942 das Amtsgericht Lesum zum 1. Januar 1943 aufgehoben und der Gerichtsbezirk je nach Landeszugehörigkeit den Amtsgerichten Bremen und Blumenthal (Bremen) bzw. Osterholz (Preußen) zugeordnet.

Amtsgericht Lesum von 1854

## Gerichtsgebäude
Im Jahre 1854 erbaute die Justizverwaltung für 9622 Taler an der 1830/32 ausgebauten Chaussee (heute Hindenburgstraße 32) das Amtsgerichtsgebäude. Das Gebäude aus roten Backsteinen hatte halbrunde Fenster und ein flaches Zeltdach. 
Neben den Gerichtsräumen waren vier Gefängniszellen angebaut.
Von 1912 bis 1915 wurde nördlich vom alten Amtsgericht ein Neubau errichtet und anschließend die beiden Gebäude durch einen niedrigeren Mittelbau verbunden. Heute wird das Gebäude als Polizeirevier genutzt.
Seit 2025 steht das Gebäude unter Denkmalschutz.

## Amtsrichter
- Wilhelm Adickes (1854–1894) (der Vater von Franz Adickes und Erich Adickes)
- Amtsgerichtsrat Dietrich Bernhard (1895–1925)
- F. W. Regeniter (1925–1939)

Im Jahre 1912 wurde eine zweite Amtsrichterstelle eingerichtet, die nur bis 1926 besetzt war. Richter Bernhard erhielt die Dienstaufsicht. Als Stelleninhaber werden die Richter Pommy und Rohbach genannt.